# Kärde
Kärde (dawn. Kardis) – wieś w Estonii, w prowincji Jõgeva, w gminie Jõgeva. Około 3 kilometrów na zachód od wsi znajduje się rezerwat przyrody Endla looduskaitseala, na którego terenie znajduje się osiemnaste pod względem powierzchni jezioro w Estonii: Endla.
W roku 2006 wieś zamieszkiwało 149 ludzi.
W miejscowości 1 czerwca 1661 podpisany został traktat pokojowy między Szwecją a Rosją kończący wojnę szwedzko-rosyjską 1656-1658 (pokój w Kardis).